# Barisoni da Vigonza
I Barisoni da Vigonza furono una famiglia aristocratica padovana. I Barisoni (o Barison) e i da Vigonza sono due rami distinti della stessa famiglia, ma spesso venivano confusi uno con l'altro. Anticamente vennero definiti anche come da Vigonza dai Vasi (vaij, vaio) e da Vigonza dalle Trezze Zalle e Rosse per via delle diverse insegne araldiche che li distinsero. 

## Storia
La famiglia dei da Vigonza e dei Barisoni del medesimo sangue, secondo il Cagna ebbe origine in Germania e si stabilì a Padova nel 1040 e divenendo possessori del feudo sito in Vigonza con loro castello. La schiatta si separò al tempo di Archiellino: dal figlio Varisone nacquero i Barisoni  mentre dal figlio Corrado i da Vigonza. Esponenti della nobiltà antiezelliniana, ebbero numerosi membri nei deschi di giustizia nel secondo periodo comunale e molti furono podestà a Vicenza e Treviso. Corrado II appoggiò Cangrande della Scala e bruciò Arquà con alcuni ribelli nel 1322. Bolzonello da Vigonza fu consigliere e capitano di Francesco il Vecchio mentre Barisone II fu capitano di Francesco Novello contro i Visconti. Con la presa di Padova nel 1405 la famiglia si distinse per i membri dediti allo studio come Giulio da Vigonza dottore di legge, o Paolo e Nicolò Barisoni, canonici dell'amplissimo Capitolo della Cattedrale. Nel 1676 Marcello Barisoni venne insignito del marchesato di Torre da Innocenzo XI. La famiglia si estinse nel Settecento quando Maria Carlotta Barisoni, ultima discendente, si unì in matromonio col principe Sigismondo IV Gonzaga. 

## Membri illustri
- Bolzonello da Vigonza  delle Trezze Zalle e Rosse capitano d'armi per Francesco il Vecchio da Carrara, amico di Francesco Petrarca.
- Giacomo da Vigonza dei Vasi cavaliere, unito in matrimonio con Beatrice da Carrara, figlia di Francesco il Vecchio.
- Ugolino Barisoni capitano d'armi per Alessandro Farnese e per il re di Spagna presso i campi del Belgio. Governatore di Corfù per la Repubblica veneta e commissario supremo sopra la Livorno medicea.
- Alessandro da Vigonza filosofo e medico, lettore a Bologna e archiatra per Ferdinando II d'Asburgo.
- Albertino Barisoni vescovo e letterato.

## Emblema araldico

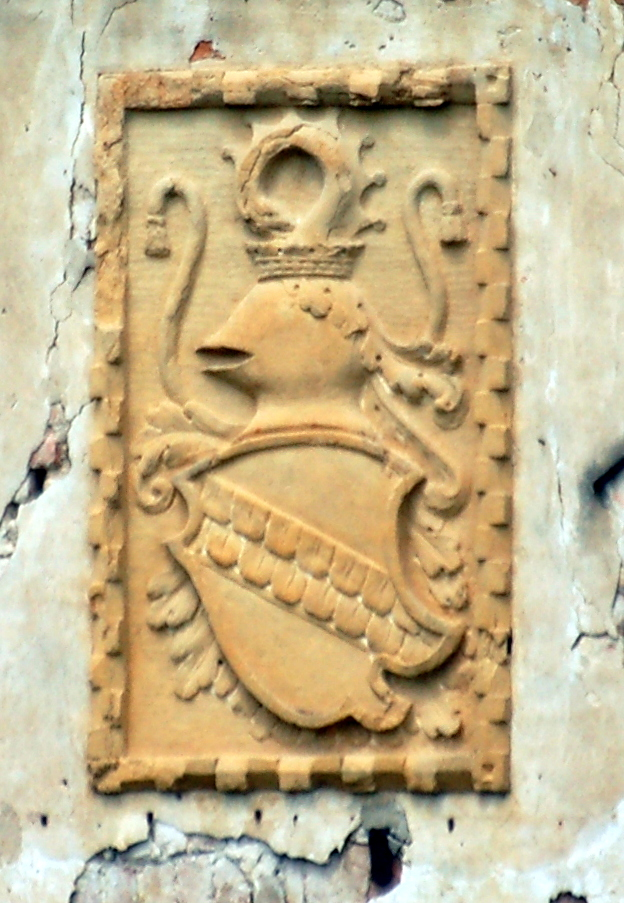
Stemma gentilizio presso palazzo Barisoni a Vigonza

L'arma dei Barisoni era d'oro, alla banda squamata nel verso della pezza, ogni squama caricata di una moscatura d'armellino di nero, la banda bordata di nero, quella dei da Vigonza era un fasciato di rosso e d'oro, di quattro pezzi.

## Luoghi e architetture
- Presso la Basilica del Santo si trova la preziosa arca dei fratelli Nicolò e Bolzonello da Vigonza, decorata ad affresco da Giusto de' Menabuoi.
- Palazzo Barisoni a San Bernardino, una delle dimore cittadine della famiglia.
- Villa Barisoni in Vigonza, costruito nei primi decenni del Cinquecento sul sedime del precedente castello signorile di cui rimangono alcune evidenti vestigia.

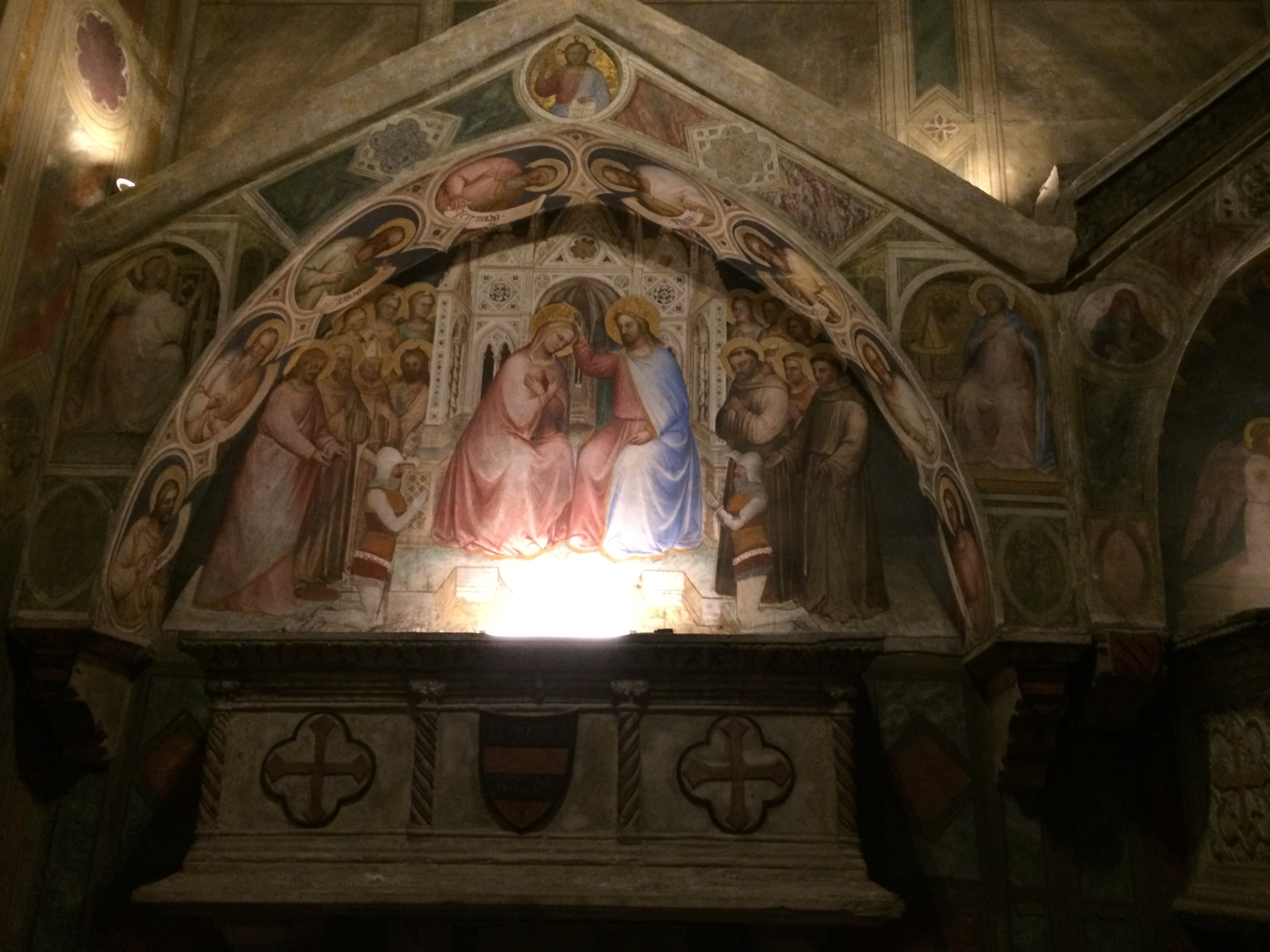
L'arca sepolcrale di Bolzonello e Nicolò da Vigonza presso la Basilica del Santo